# Hubert ohne Staller/Episodenliste
Diese Episodenliste enthält alle Episoden der deutschen Krimiserie Hubert ohne Staller (2011–2015: Heiter bis tödlich: Hubert und Staller, 2016–2018: Hubert und Staller, seit 2019: Hubert ohne Staller), sortiert nach der deutschen Erstausstrahlung sowie offiziellen Reihenfolge des Ersten. Die Fernsehserie umfasst derzeit zwölf Staffeln mit 184 Episoden.

## Übersicht
| Staffel    | Episodenanzahl | Erstausstrahlung            | Erstausstrahlung            |
| Staffel    | Episodenanzahl | Staffelpremiere             | Staffelfinale               |
| ---------- | -------------- | --------------------------- | --------------------------- |
| 1          | 16             | 2. Nov. 2011                | 29. Feb. 2012               |
| 2          | 16             | 19. Sep. 2012               | 31. Mär. 2013               |
| 3          | 18             | 6. Nov. 2013                | 19. Mär. 2014               |
| 4          | 16             | 4. Mär. 2015                | 16. Dez. 2015               |
| 5          | 18             | 20. Jan. 2016               | 27. Jul. 2016               |
| 6          | 16             | 22. Mär. 2017               | 22. Nov. 2017               |
| 7          | 16             | 29. Nov. 2017               | 21. Mär. 2018               |
| 8          | 16             | 9. Jan. 2019                | 24. Apr. 2019               |
| 9          | 16             | 23. Okt. 2019               | 27. Jan. 2021               |
| 10         | 16             | 12. Jan. 2022               | 27. Apr. 2022               |
| 11         | 12             | 1. Nov. 2023                | 24. Jan. 2024               |
| 12         | 12             | 31. Jan. 2024               | –                           |
| 13         | 12             | –                           | –                           |
| 14         | –              | –                           | –                           |
| Spielfilme | 4              | 7. Nov. 2013 – 3. Jan. 2024 | 7. Nov. 2013 – 3. Jan. 2024 |

## Staffel 1
| Nr. (ges.) | Nr. (St.) | Originaltitel               | Erstausstrahlung D | Regie         | Drehbuch          |
| ---------- | --------- | --------------------------- | ------------------ | ------------- | ----------------- |
| 1          | 1         | Kleine Fische, große Fische | 2. Nov. 2011       | Oliver Mielke | Philip Kaetner    |
| 2          | 2         | Letzte Haltestelle Mord     | 9. Nov. 2011       | Oliver Mielke | Alexander Söllner |
| 3          | 3         | Tod aus der Schnabeltasse   | 16. Nov. 2011      | Oliver Mielke | Philip Kaetner    |
| 4          | 4         | Requiem für Miss Oberbayern | 23. Nov. 2011      | Oliver Mielke | Reinhard Krökel   |
| 5          | 5         | Der Sturz des Königs        | 30. Nov. 2011      | Oliver Mielke | Reinhard Krökel   |
| 6          | 6         | Brautjungfer über Bord      | 7. Dez. 2011       | Oliver Mielke | Philip Kaetner    |
| 7          | 7         | Puzzlespiele 1              | 14. Dez. 2011      | Oliver Mielke | Philip Kaetner    |
| 8          | 8         | Mein lieber Schwan          | 21. Dez. 2011      | Oliver Mielke | Reinhard Krökel   |
| 9          | 9         | Bauernfänger                | 28. Dez. 2011      | Oliver Mielke | Alexander Söllner |
| 10         | 10        | Mord im Schweinestall       | 11. Jan. 2012      | Oliver Mielke | Philip Kaetner    |
| 11         | 11        | Feuer und Flamme            | 18. Jan. 2012      | Oliver Mielke | Alexander Söllner |
| 12         | 12        | Mord im Märchenwald         | 25. Jan. 2012      | Oliver Mielke | Reinhard Krökel   |
| 13         | 13        | Bauer sucht Mörder          | 1. Feb. 2012       | Oliver Mielke | Alexander Söllner |
| 14         | 14        | Der letzte Hirsch           | 8. Feb. 2012       | Oliver Mielke | Philip Kaetner    |
| 15         | 15        | Konzert für eine Leiche     | 22. Feb. 2012      | Oliver Mielke | Alexander Söllner |
| 16         | 16        | Floßfahrt ohne Wiederkehr   | 29. Feb. 2012      | Oliver Mielke | Reinhard Krökel   |

## Staffel 2
| Nr. (ges.) | Nr. (St.) | Originaltitel                  | Erstausstrahlung D | Regie              | Drehbuch                    |
| ---------- | --------- | ------------------------------ | ------------------ | ------------------ | --------------------------- |
| 17         | 1         | Freie Fahrt ins Jenseits       | 19. Sep. 2012      | Werner Siebert     | Philip Kaetner              |
| 18         | 2         | Tod im Schullandheim           | 26. Sep. 2012      | Werner Siebert     | Alexander Söllner           |
| 19         | 3         | Finger im Brot                 | 10. Okt. 2012      | Werner Siebert     | Philip Kaetner              |
| 20         | 4         | Ab in die Spielerhölle         | 17. Okt. 2012      | Werner Siebert     | Murmel Clausen              |
| 21         | 5         | Villa – gekauft wie gesehen    | 24. Okt. 2012      | Werner Siebert     | Philip Kaetner              |
| 22         | 6         | Ein Ton zu wenig               | 31. Okt. 2012      | Werner Siebert     | Alexander Söllner           |
| 23         | 7         | Reif für die Anstalt           | 7. Nov. 2012       | Wilhelm Engelhardt | Philip Kaetner              |
| 24         | 8         | Ein Stück vom Kuchen           | 14. Nov. 2012      | Wilhelm Engelhardt | Alexander Söllner           |
| 25         | 9         | Tödlicher Schneefall           | 21. Nov. 2012      | Werner Siebert     | Philip Kaetner              |
| 26         | 10        | Das Huhn, das faule Eier legt  | 5. Dez. 2012       | Jan Markus Linhof  | Philip Kaetner              |
| 27         | 11        | Nachts, wenn die Wasserwacht   | 12. Dez. 2012      | Jan Markus Linhof  | Alexander Söllner           |
| 28         | 12        | Die Venus von Ambach           | 2. Jan. 2013       | Jan Markus Linhof  | Reinhard Krökel             |
| 29         | 13        | Wer A sagt …                   | 16. Jan. 2013      | Wilhelm Engelhardt | Alexander Söllner           |
| 30         | 14        | Der Tote aus der Klatschspalte | 27. Jan. 2013      | Wilhelm Engelhardt | Alexander Söllner           |
| 31         | 15        | Omm, du bist tot               | 30. Jan. 2013      | Wilhelm Engelhardt | Murmel Clausen, Tobias Dörr |
| 32         | 16        | Schwarzer Freitag 2            | 31. März 2013      | Jan Markus Linhof  | Philip Kaetner              |

## Staffel 3
| Nr. (ges.) | Nr. (St.) | Originaltitel                    | Erstausstrahlung D | Regie              | Drehbuch          |
| ---------- | --------- | -------------------------------- | ------------------ | ------------------ | ----------------- |
| 33         | 1         | Der Tod hat 1000 Stacheln        | 6. Nov. 2013       | Werner Siebert     | Philip Kaetner    |
| 34         | 2         | Viel Wind um nichts              | 13. Nov. 2013      | Jan Markus Linhof  | Reinhard Krökel   |
| 35         | 3         | Auf sanften Pfoten kommt der Tod | 20. Nov. 2013      | Werner Siebert     | Alexander Söllner |
| 36         | 4         | Dünnes Eis                       | 27. Nov. 2013      | Jan Markus Linhof  | Antje Bähr        |
| 37         | 5         | Das Seeungeheuer                 | 4. Dez. 2013       | Werner Siebert     | Antje Bähr        |
| 38         | 6         | Unhaltbar                        | 11. Dez. 2013      | Jan Markus Linhof  | Alexander Söllner |
| 39         | 7         | Totgeritten                      | 18. Dez. 2013      | Jan Markus Linhof  | Antje Bähr        |
| 40         | 8         | Dicke Luft                       | 8. Jan. 2014       | Werner Siebert     | Antje Bähr        |
| 41         | 9         | Die letzte Ruhe                  | 15. Jan. 2014      | Wilhelm Engelhardt | Antje Bähr        |
| 42         | 10        | Blütenträume                     | 22. Jan. 2014      | Wilhelm Engelhardt | Rainhard Krökel   |
| 43         | 11        | Nachhilfe in Sachen Mord         | 29. Jan. 2014      | Wilhelm Engelhardt | Antje Bähr        |
| 44         | 12        | Die Schöne und das Biest         | 5. Feb. 2014       | Wilhelm Engelhardt | Alexander Söllner |
| 45         | 13        | Spiel mir das Lied vom Tod       | 12. Feb. 2014      | Werner Siebert     | Antje Bähr        |
| 46         | 14        | Mord nach Art des Hauses         | 19. Feb. 2014      | Werner Siebert     | Reinhard Krökel   |
| 47         | 15        | Eine todsichere Masche           | 26. Feb. 2014      | Werner Siebert     | Philip Kaetner    |
| 48         | 16        | Mordskater                       | 5. März 2014       | Werner Siebert     | Philip Kaetner    |
| 49         | 17        | Die ins Gras beißen (1)          | 12. März 2014 3    | Wilhelm Engelhardt | Philip Kaetner    |
| 50         | 18        | Die ins Gras beißen (2)          | 19. März 2014 3    | Wilhelm Engelhardt | Philip Kaetner    |

## Staffel 4
| Nr. (ges.) | Nr. (St.) | Originaltitel               | Erstausstrahlung D | Regie             | Drehbuch                        |
| ---------- | --------- | --------------------------- | ------------------ | ----------------- | ------------------------------- |
| 51         | 1         | Fleischeslust               | 4. März 2015       | Jan Markus Linhof | Reinhard Krökel, Moritz Freitag |
| 52         | 2         | Schlaflos in Wolfratshausen | 11. März 2015      | Verena S. Freytag | Philip Kaetner                  |
| 53         | 3         | Mord im Möbelland           | 18. März 2015      | Verena S. Freytag | Antje Bähr                      |
| 54         | 4         | Der Waschlappen             | 25. März 2015      | Sebastian Sorger  | Niklas Hoffmann                 |
| 55         | 5         | Die Radieschen von unten    | 1. Apr. 2015       | Werner Siebert    | Alexander Söllner               |
| 56         | 6         | Der kleine Unterschied      | 15. Apr. 2015      | Sebastian Sorger  | Philip Kaetner                  |
| 57         | 7         | Bauernopfer                 | 22. Apr. 2015      | Jan Markus Linhof | Reinhard Krökel, Moritz Freitag |
| 58         | 8         | Fit in den Tod              | 6. Mai 2015        | Werner Siebert    | Alexander Söllner               |
| 59         | 9         | Der Flug des Phoenix        | 28. Okt. 2015      | Jan Markus Linhof | Paul J. Milbers, Michael Pohl   |
| 60         | 10        | Die Japaner kommen          | 4. Nov. 2015       | Jan Markus Linhof | Alexander Söllner               |
| 61         | 11        | Tod an Loch 6               | 11. Nov. 2015      | Werner Siebert    | Reinhard Krökel, Moritz Freitag |
| 62         | 12        | Klinisch tot                | 18. Nov. 2015      | Sebastian Sorger  | Alexander Söllner               |
| 63         | 13        | Rutschpartie                | 25. Nov. 2015      | Jan Markus Linhof | Niklas Hoffmann                 |
| 64         | 14        | Das Haus am Moor            | 2. Dez. 2015       | Werner Siebert    | Philip Kaetner                  |
| 65         | 15        | Ein schmutziges Geschäft    | 9. Dez. 2015       | Jan Markus Linhof | Michael Gruber                  |
| 66         | 16        | Bis zum letzten Tropfen     | 16. Dez. 2015      | Sebastian Sorger  | Niklas Hoffmann                 |

## Staffel 5
| Nr. (ges.) | Nr. (St.) | Originaltitel                | Erstausstrahlung D | Regie             | Drehbuch                        |
| ---------- | --------- | ---------------------------- | ------------------ | ----------------- | ------------------------------- |
| 67         | 1         | Der letzte Akkord            | 20. Jan. 2016      | Erik Haffner      | Rainhard Krökel, Moritz Freitag |
| 68         | 2         | Fahr zur Hölle               | 3. Feb. 2016       | Erik Haffner      | Julia Walter, Jakob Vogt        |
| 69         | 3         | Walzverhalten                | 10. Feb. 2016      | Erik Haffner      | Michael Pohl, Paul J. Milbers   |
| 70         | 4         | Waschen, schneiden, umlegen  | 17. Feb. 2016      | Erik Haffner      | Alexander Söllner               |
| 71         | 5         | Babyblues                    | 24. Feb. 2016      | Philipp Osthus    | Antje Bähr                      |
| 72         | 6         | Schnapsidee                  | 2. März 2016       | Philipp Osthus    | Reinhard Krökel, Moritz Freitag |
| 73         | 7         | Wer anderen eine Grube gräbt | 9. März 2016       | Philipp Osthus    | Daniel Rohm, Lisa Reich         |
| 74         | 8         | Tödliches Klassentreffen     | 16. März 2016      | Philipp Osthus    | Philip Kaetner, Michael Gruber  |
| 75         | 9         | Die letzte Salbung           | 23. März 2016      | Erik Haffner      | Antje Bähr                      |
| 76         | 10        | Der letzte Schuss            | 30. März 2016      | Erik Haffner      | Alexander Söllner               |
| 77         | 11        | Vom Himmel hoch              | 6. Apr. 2016       | Erik Haffner      | Niklas Hoffmann                 |
| 78         | 12        | Neues Glück im alten Bett    | 13. Apr. 2016      | Erik Haffner      | Reinhard Krökel, Moritz Freitag |
| 79         | 13        | Schwer erziehbar             | 20. Apr. 2016      | Sebastian Sorger  | Philip Kaetner                  |
| 80         | 14        | Tattoo für die Ewigkeit      | 27. Apr. 2016      | Sebastian Sorger  | Antje Bähr                      |
| 81         | 15        | Amors tödlicher Pfeil        | 4. Mai 2016        | Sebastian Sorger  | Michael Pohl, Paul J. Milbers   |
| 82         | 16        | Wenn der Postmann …          | 11. Mai 2016       | Sebastian Sorger  | Alexander Söllner               |
| 83         | 17        | Unter Wölfen (1)             | 20. Juli 2016 4    | Jan Markus Linhof | Philip Kaetner, Oliver Mielke   |
| 84         | 18        | Unter Wölfen (2)             | 27. Juli 2016 4    | Jan Markus Linhof | Philip Kaetner, Oliver Mielke   |

## Staffel 6
| Nr. (ges.) | Nr. (St.) | Originaltitel                  | Erstausstrahlung D | Regie            | Drehbuch                        |
| ---------- | --------- | ------------------------------ | ------------------ | ---------------- | ------------------------------- |
| 85         | 1         | Der Winter kommt               | 22. März 2017      | Philipp Osthus   | Philip Kaetner                  |
| 86         | 2         | Das letzte Kapitel             | 29. März 2017      | Philipp Osthus   | Reinhard Krökel, Moritz Freitag |
| 87         | 3         | Geheimrezepte                  | 5. Apr. 2017       | Philipp Osthus   | Alexander Söllner               |
| 88         | 4         | Hoch versichert, tief gefallen | 12. Apr. 2017      | Erik Haffner     | Reinhard Krökel, Moritz Freitag |
| 89         | 5         | Rauchen ist tödlich            | 19. Apr. 2017      | Sebastian Sorger | Thomas Kämpf                    |
| 90         | 6         | Bleifrei in den Tod            | 26. Apr. 2017      | Sebastian Sorger | Reinhard Krökel, Moritz Freitag |
| 91         | 7         | Steg mit Aussicht              | 3. Mai 2017        | Philipp Osthus   | Philip Kaetner                  |
| 92         | 8         | Blackout                       | 10. Mai 2017       | Philipp Osthus   | Thomas Kämpf                    |
| 93         | 9         | Wenn’s läuft, dann läuft’s     | 4. Okt. 2017       | Holger Gimpel    | Philip Kaetner                  |
| 94         | 10        | Der letzte Tango               | 11. Okt. 2017      | Holger Gimpel    | Reinhard Krökel, Moritz Freitag |
| 95         | 11        | Ein ehrenwertes Haus           | 18. Okt. 2017      | Holger Gimpel    | Alexander Söllner               |
| 96         | 12        | Haus am See                    | 25. Okt. 2017      | Carsten Fiebeler | Thomas Kämpf                    |
| 97         | 13        | Heißer Tod                     | 1. Nov. 2017       | Erik Haffner     | Antje Bähr                      |
| 98         | 14        | Rosenkrieg                     | 8. Nov. 2017       | Erik Haffner     | Philip Kaetner                  |
| 99         | 15        | Neapel hören und sterben?      | 15. Nov. 2017      | Erik Haffner     | Alexander Söllner               |
| 100        | 16        | Alles wird gut                 | 22. Nov. 2017      | Philipp Osthus   | Philip Kaetner                  |

## Staffel 7
| Nr. (ges.) | Nr. (St.) | Originaltitel                   | Erstausstrahlung D | Regie                | Drehbuch                         |
| ---------- | --------- | ------------------------------- | ------------------ | -------------------- | -------------------------------- |
| 101        | 1         | Der Räucherschorsch dreht durch | 29. Nov. 2017      | Philipp Osthus       | Philip Kaetner                   |
| 102        | 2         | Heiliger Zorn                   | 6. Dez. 2017       | Philipp Osthus       | Rochus Hahn                      |
| 103        | 3         | Dringender Tatverdacht          | 13. Dez. 2017      | Philipp Osthus       | Rochus Hahn                      |
| 104        | 4         | Ausgebrannt                     | 20. Dez. 2017      | Philipp Osthus       | Philip Kaetner                   |
| 105        | 5         | Eigentor                        | 27. Dez. 2017      | Carsten Fiebeler     | Philip Kaetner                   |
| 106        | 6         | Schwein gehabt                  | 3. Jan. 2018       | Carsten Fiebeler     | Corinna Prinz                    |
| 107        | 7         | Spieglein                       | 10. Jan. 2018      | Carsten Fiebeler     | Rochus Hahn                      |
| 108        | 8         | Überfall postum                 | 24. Jan. 2018      | Carsten Fiebeler     | Christine Thienelt, Tanja Bubbel |
| 109        | 9         | Über sieben Brücken             | 31. Jan. 2018      | Anna-Katharina Maier | Thomas Kämpf                     |
| 110        | 10        | Zu gut für diese Welt           | 7. Feb. 2018       | Anna-Katharina Maier | Philip Kaetner                   |
| 111        | 11        | Waidgerecht                     | 14. Feb. 2018      | Anna-Katharina Maier | Konstantin Rösemann              |
| 112        | 12        | Dirndl-Krieg                    | 21. Feb. 2018      | Anna-Katharina Maier | Ben Brummer                      |
| 113        | 13        | Der Pferdeflüsterer             | 28. Feb. 2018      | Sebastian Sorger     | Moritz Freitag                   |
| 114        | 14        | Tulpen aus Ammerland            | 7. März 2018       | Anna-Katharina Maier | Alex Söllner                     |
| 115        | 15        | Puppenmord                      | 14. März 2018      | Carsten Fiebeler     | Thomas Kämpf                     |
| 116        | 16        | Weiblich, böse, tot             | 21. März 2018      | Carsten Fiebeler     | Rochus Hahn                      |

## Staffel 8
Die 8. Staffel wurde vom 9. Januar 2019 bis 24. April 2019 unter dem Namen Hubert ohne Staller ausgestrahlt. Die 128. Folge Jäger des verlorenen Hutes konnte aufgrund eines veränderten TV-Programms nicht ausgestrahlt werden. Die Folge wurde stattdessen am 25. April 2019 auf DVD/Blu-ray und Prime Video erstveröffentlicht. Die Ausstrahlung der 128. Episode wurde eine Woche nach der achten Folge der 9. Staffel am 18. Dezember 2019 nachgeholt.
| Nr. (ges.) | Nr. (St.) | Originaltitel              | Erstausstrahlung D | Regie                | Drehbuch        |
| ---------- | --------- | -------------------------- | ------------------ | -------------------- | --------------- |
| 117        | 1         | Ein hochprozentiger Abgang | 9. Jan. 2019       | Carsten Fiebeler     | Philip Kaetner  |
| 118        | 2         | Mord an einer alten Eiche  | 16. Jan. 2019      | Anna-Katharina Maier | Philip Kaetner  |
| 119        | 3         | Die Glücksbreze            | 23. Jan. 2019      | Wilhelm Engelhardt   | Ben Brummer     |
| 120        | 4         | Babyboom                   | 30. Jan. 2019      | Philipp Osthus       | Thomas Kämpf    |
| 121        | 5         | Wolfratshauser Königsblau  | 6. Feb. 2019       | Anna-Katharina Maier | Ben Brummer     |
| 122        | 6         | Schönes Wochenende         | 13. Feb. 2019      | Carsten Fiebeler     | Thomas Kämpf    |
| 123        | 7         | Ein kuscheliger Mord       | 20. Feb. 2019      | Wilhelm Engelhardt   | Thomas Kämpf    |
| 124        | 8         | Der Aussteiger             | 27. Feb. 2019      | Wilhelm Engelhardt   | Philip Kaetner  |
| 125        | 9         | Die letzte Wurscht         | 6. März 2019       | Philipp Osthus       | Ben Brummer     |
| 126        | 10        | Bulle Bulle                | 13. März 2019      | Sebastian Sorger     | Ben Brummer     |
| 127        | 11        | Wasser des Lebens          | 20. März 2019      | Carsten Fiebeler     | Thomas Kämpf    |
| 128        | 12        | Jäger des verlorenen Hutes | 18. Dez. 2019      | Sebastian Sorger     | Thomas Kämpf    |
| 129        | 13        | Eine smarte Dame           | 27. März 2019      | Anna-Katharina Maier | Philip Kaetner  |
| 130        | 14        | Nonnenlos                  | 3. Apr. 2019       | Wilhelm Engelhardt   | Leonard Tramitz |
| 131        | 15        | Ausnahmezustand            | 17. Apr. 2019      | Sebastian Sorger     | Philip Kaetner  |
| 132        | 16        | Um ein Haar                | 24. Apr. 2019      | Sebastian Sorger     | Philip Kaetner  |

## Staffel 9
Aufgrund der hohen Einschaltquoten der ersten Folgen der 8. Staffel wurde eine 9. Staffel „Hubert ohne Staller“ in Auftrag gegeben. Ab dem 23. Oktober 2019 wurden die neuen Folgen im Ersten ausgestrahlt.
Die Dreharbeiten zu acht neuen Folgen (141–148) begannen am 25. Februar 2020 und sollten ursprünglich im Mai 2020 abgeschlossen sein. Sie wurden jedoch am 16. März 2020 aufgrund der COVID-19-Pandemie unterbrochen, ab Mai 2020 wieder fortgesetzt und Ende Juni beendet. Im zweiten Teil der 9. Staffel muss die Serie den Standort wechseln, da das ehemalige Firmengebäude, welches als Drehort des Polizeireviers diente, abgerissen wurde.
Der zweite Teil der 9. Staffel wurde vom 9. Dezember 2020 bis zum 27. Januar 2021 im Ersten ausgestrahlt.
| Nr. (ges.) | Nr. (St.) | Originaltitel                  | Erstausstrahlung D | Regie              | Drehbuch                            |
| ---------- | --------- | ------------------------------ | ------------------ | ------------------ | ----------------------------------- |
| 133        | 1         | Bauernregel                    | 23. Okt. 2019      | Wilhelm Engelhardt | Philip Kaetner                      |
| 134        | 2         | Waldsterben                    | 30. Okt. 2019      | Wilhelm Engelhardt | Ben Brummer                         |
| 135        | 3         | Eine Leiche zuviel             | 6. Nov. 2019       | Wilhelm Engelhardt | Hansjörg Nessensohn                 |
| 136        | 4         | Hals- und Beinbruch            | 13. Nov. 2019      | Wilhelm Engelhardt | Thomas Kämpf                        |
| 137        | 5         | Pony am Stock                  | 20. Nov. 2019      | Carsten Fiebeler   | Thomas Kämpf                        |
| 138        | 6         | Jeder Schuss ein Treffer       | 27. Nov. 2019      | Carsten Fiebeler   | Anne Katrin Mascher, Kristian Wolff |
| 139        | 7         | Ein Fußgänger sieht rot        | 4. Dez. 2019       | Carsten Fiebeler   | Philip Kaetner                      |
| 140        | 8         | Der Bartmeister                | 11. Dez. 2019      | Carsten Fiebeler   | Ben Brummer                         |
| 141        | 9         | Zu späte Einsicht              | 9. Dez. 2020       | Carsten Fiebeler   | Hansjörg Nessensohn                 |
| 142        | 10        | Eine Leiche zum Kaffee         | 16. Dez. 2020      | Carsten Fiebeler   | Thomas Kämpf                        |
| 143        | 11        | Eine persönliche Angelegenheit | 23. Dez. 2020      | Carsten Fiebeler   | Philip Kaetner                      |
| 144        | 12        | Daumen hoch                    | 30. Dez. 2020      | Carsten Fiebeler   | Thomas Kämpf                        |
| 145        | 13        | Milchmord                      | 6. Jan. 2021       | Carsten Fiebeler   | Ben Brummer                         |
| 146        | 14        | Die Kinder der fünf Seen       | 13. Jan. 2021      | Carsten Fiebeler   | Philip Kaetner                      |
| 147        | 15        | Die letzte Reise               | 20. Jan. 2021      | Carsten Fiebeler   | Hansjörg Nessensohn                 |
| 148        | 16        | Tod dem König                  | 27. Jan. 2021      | Carsten Fiebeler   | Philip Kaetner                      |

## Staffel 10
Im April 2020 wurde eine 10. Staffel in Auftrag gegeben. Die Dreharbeiten zu 16 neuen Folgen begannen am 12. Oktober 2020 und endeten am 6. August 2021. Die 10. Staffel wurde vom 12. Januar bis zum 27. April 2022 im Ersten ausgestrahlt.
| Nr. (ges.) | Nr. (St.) | Originaltitel              | Erstausstrahlung D | Regie            | Drehbuch                            |
| ---------- | --------- | -------------------------- | ------------------ | ---------------- | ----------------------------------- |
| 149        | 1         | Marderschaden              | 12. Jan. 2022      | Carsten Fiebeler | Philip Kaetner                      |
| 150        | 2         | Tod des Sokrates           | 19. Jan. 2022      | Carsten Fiebeler | Ferdinand Auhser                    |
| 151        | 3         | Urlaub in der Hölle        | 26. Jan. 2022      | Carsten Fiebeler | Philip Kaetner                      |
| 152        | 4         | Der Erlkönig               | 2. Feb. 2022       | Carsten Fiebeler | Anne Katrin Mascher, Kristian Wolff |
| 153        | 5         | Mord mit 1.600 Umdrehungen | 9. Feb. 2022       | Carsten Fiebeler | Kristian Wolff                      |
| 154        | 6         | Harte Landung              | 16. Feb. 2022      | Matthias Steurer | Hansjörgen Nessensohn               |
| 155        | 7         | Mord aus zweiter Hand      | 23. Feb. 2022      | Carsten Fiebeler | Thomas Kämpf                        |
| 156        | 8         | Der nasse Tod              | 2. März 2022       | Carsten Fiebeler | Philip Kaetner                      |
| 157        | 9         | Alles im Einklang          | 9. März 2022       | Matthias Steurer | Philip Kaetner                      |
| 158        | 10        | Ein Paket zu viel          | 16. März 2022      | Carsten Fiebeler | Ben Brummer                         |
| 159        | 11        | Das verräterische Herz     | 23. März 2022      | Matthias Steurer | Philip Kaetner                      |
| 160        | 12        | Schützenkönig              | 30. März 2022      | Matthias Steurer | Hansjörg Nessensohn                 |
| 161        | 13        | Tod am Schlafbaum          | 6. April 2022 5    | Carsten Fiebeler | Leonard Tramitz                     |
| 162        | 14        | Ein todsicherer Plan       | 13. April 2022 5   | Carsten Fiebeler | Thomas Kämpf                        |
| 163        | 15        | Frau Hackl muss weg        | 20. April 2022 5   | Carsten Fiebeler | Thomas Kämpf                        |
| 164        | 16        | Abgeschleppt               | 27. April 2022 5   | Carsten Fiebeler | Ben Brummer                         |

## Staffel 11
Anfang Februar 2022 wurde in einem Facebook-Post bekannt, dass Hubert ohne Staller mit einer 11. Staffel mit 12 Folgen fortgesetzt wird. Die Dreharbeiten begannen am 31. Januar 2022 und die Ausstrahlung erfolgte ab dem 1. November 2023. Zudem wurde verkündet, dass am 3. Januar 2024 der neu produzierte Spielfilm Dem Himmel ganz nah ausgestrahlt wird.
| Nr. (ges.) | Nr. (St.) | Originaltitel                     | Erstausstrahlung D | Regie            | Drehbuch            |
| ---------- | --------- | --------------------------------- | ------------------ | ---------------- | ------------------- |
| 165        | 1         | Eine Frau für gewisse Stunden     | 1. Nov. 2023       | Werner Siebert   | Philip Kaetner      |
| 166        | 2         | Tod auf Rezept                    | 8. Nov. 2023       | Werner Siebert   | Thomas Kämpf        |
| 167        | 3         | Die verschwundene Leiche          | 15. Nov. 2023      | Werner Siebert   | Hansjörg Nessensohn |
| 168        | 4         | Lehrer sind auch nur Menschen     | 22. Nov. 2023      | Carsten Fiebeler | Hansjörg Nessensohn |
| 169        | 5         | Spiel Satz Sarg                   | 29. Nov. 2023      | Carsten Fiebeler | Philip Kaetner      |
| 170        | 6         | Das letzte Abendmahl              | 6. Dez. 2023       | Manuel Weiss     | Leonard Tramitz     |
| 171        | 7         | Welpenschutz                      | 13. Dez. 2023      | Manuel Weiss     | Thomas Kämpf        |
| 172        | 8         | Anleitung zum Glücklichsein       | 20. Dez. 2023      | Werner Siebert   | Philip Kaetner      |
| 173        | 9         | Der Geschmack von Chrom und Leder | 27. Dez. 2023      | Carsten Fiebeler | Philip Kaetner      |
| 174        | 10        | Der große Coup                    | 3. Jan. 2024       | Carsten Fiebeler | Philip Kaetner      |
| 175        | 11        | Pizza Morte                       | 10. Jan. 2024      | Carsten Fiebeler | Thomas Kämpf        |
| 176        | 12        | Bitte recht freundlich            | 24. Jan. 2024      | Carsten Fiebeler | Robert Brunn        |

## Staffel 12
Michael Brandner kündigte am 1. September 2022 in der Fernsehsendung Hier und heute für das Jahr 2023 Dreharbeiten für eine weitere Staffel sowie einen Spielfilm an.
Der Spielfilm „Dem Himmel ganz nah“ wurde am 3. Januar 2024 ausgestrahlt. Die Dreharbeiten begannen am 1. Februar 2023 und endeten am 10. Oktober 2023. Die Ausstrahlung der 12. Staffel startete direkt nach der 11. Staffel, sie wird allerdings nach der 8. Folge unterbrochen, für die Ausstrahlung der letzten Staffel Rentnercops.
| Nr. (ges.) | Nr. (St.) | Originaltitel                  | Erstausstrahlung D | Regie            | Drehbuch            |
| ---------- | --------- | ------------------------------ | ------------------ | ---------------- | ------------------- |
| 177        | 1         | Die Kunst des Einbrechens      | 31. Jan. 2024      | Manuel Weiss     | Hansjörg Nessensohn |
| 178        | 2         | Im Auftrag des Teufels         | 7. Feb. 2024       | Manuel Weiss     | Philip Kaetner      |
| 179        | 3         | Eine ungeklärte Leiche         | 14. Feb. 2024      | Manuel Weiss     | Philip Kaetner      |
| 180        | 4         | Der Tote im Heizungsraum       | 21. Feb. 2024      | Manuel Weiss     | Thomas Kämpf        |
| 181        | 5         | Geständnis aus der Zukunft     | 28. Feb. 2024      | Werner Siebert   | Philip Kaetner      |
| 182        | 6         | Hahn im Korb                   | 6. März 2024       | Werner Siebert   | Manuel Weiss        |
| 183        | 7         | Zu den Sternen                 | 13. März 2024      | Werner Siebert   | Hansjörg Nessensohn |
| 184        | 8         | Killerrisotto                  | 20. März 2024      | Werner Siebert   | Max Witzigmann      |
| 185        | 9         | Ein kleines Stück vom Paradies | – 6                | Carsten Fiebeler | Philip Kaetner      |
| 186        | 10        | Die Nacht, in der Elvis starb  | – 6                | Carsten Fiebeler | Max Witzigmann      |
| 187        | 11        | Wenn die Musik spielt          | – 6                | Carsten Fiebeler | Hansjörg Nessensohn |
| 188        | 12        | Ruhe unsanft                   | – 6                | Carsten Fiebeler | Thomas Kämpf        |

## Staffel 13
Die Dreharbeiten für die 13. Staffel begannen am 1. Februar 2024 und endeten im Juli 2024.
| Nr. (ges.) | Nr. (St.) | Originaltitel            | Erstausstrahlung D | Regie          | Drehbuch       |
| ---------- | --------- | ------------------------ | ------------------ | -------------- | -------------- |
| 189        | 1         | Eiskalt abserviert       | – 7                | Manuel Weiss   | Philip Kaetner |
| 190        | 2         | Tote Zeugen singen nicht | – 7                | Werner Siebert | Philip Kaetner |

## Staffel 14
Seit dem 11. Februar 2025 bis zum 5. Juli 2025 liefen Dreharbeiten zu einer 14. Staffel.

## Spielfilme
| Nr. | Originaltitel          | Erstausstrahlung D | Regie              | Drehbuch                      | Zuschauer |
| --- | ---------------------- | ------------------ | ------------------ | ----------------------------- | --------- |
| 1 | Die ins Gras beißen    | 7. November 2013 8 | Wilhelm Engelhardt | Philip Kaetner                | 3,96 Mio. |
| Gastdarsteller: Monika Lennartz als Hilde Weiss, Ursula Werner als Sabine Grimm, Doris Gallart als Elke Roth, Rainer Basedow als Werner Strunk, Joost Siedhoff als Johannes Eberle, Jürgen Goslar als Herbert Breuer, Jochen Nickel als Daniel Klein, Miriam Pielhau als Bettina Gaertner, Rainer Haustein als Bauer Weidinger, Oliver Nägele als Polizeidirektor Schmitz, Nathalie Thiede als Krystina Kowalska und Peter Rappenglück als Busfahrer                                                                      |                        |                    |                    |                               |           |
| 2 | Unter Wölfen           | 21. Januar 2016 8  | Jan Markus Linhof  | Philip Kaetner, Oliver Mielke | 4,03 Mio. |
| Gastdarsteller: Aleksandar Jovanovic als Sebastian Kurz, Bettina Lamprecht als Melanie Eder, Anna Brüggemann als Anna Schmitt, Robert Stadlober als Herr Preiss, Katharina Müller-Elmau als Sabine Kröpf, Dietrich Hollinderbäumer als Manfred Kröpf, Bela Klentze als Niklas Kröpf, Robert Schupp als Markus Wieser, Adam Bousdoukos als Stefan Wilde und Christof Wackernagel als Taxifahrer |                        |                    |                    |                               |           |
| 3 | Eine schöne Bescherung | 19. Dez. 2018      | Sebastian Sorger   | Philip Kaetner, Oliver Mielke | 4,95 Mio. |
| Gastdarsteller: Simon Schwarz als Joseph Brenner, Herbert Knaup als Franz Hübner, Waldemar Kobus als Michael Schartl, Franziska Schlattner als Katharina Obermeier, Sinje Irslinger als Anna/Leonie, Mona Seefried als Giesela Fend, Sebastian Winkler als Streifenpolizist, Paula Paul als Sibille, René Oltmanns als Journalist und Holger Kriechel als Georg Obermeier |                        |                    |                    |                               |           |
| 4 | Dem Himmel ganz nah    | 3. Jan. 2024       | Carsten Fiebeler   | Philip Kaetner, Oliver Mielke | 3,70 Mio. |
| Gastdarsteller: Doris Schretzmayer als Susanne Gabler, Marlene Morreis als Franziska Haas, Alfred Dorfer als David Pichler, Christian Strasser als Maximilian Winkler, Johannes Berzl als Lorenz Weidebauer, Michele Oliveri als Gerd Weidebauer, Jonathan Müller als Stephan Aubinger, Nikolaus Frei als Hausmeister, Pauline Fusban als Larissa, Frank Leo Schröder als Pfarrer, Martin Luding als Roland Bräuer, Lea Luisa Schönhuber als Drogenköchin, Tim Vetter als Maskierter 2, Claus Peter Seifert als Steinmetz |                        |                    |                    |                               |           |